# Peso Moneda Corriente
El Peso Moneda Corriente (símbolo: $m/c; ISO 4217: ARC) fue una moneda inconvertible utilizada en Argentina desde el 9 de enero de 1826 hasta el 4 de noviembre de 1881. También se lo conocía con el nombre de peso papel en oposición al Peso fuerte ($F) y las monedas de oro o plata de las emisiones anteriores. Circuló casi exclusivamente en la provincia de Buenos Aires pues en el interior del país se utilizaba durante esa época solo moneda metálica como el antiguo peso de plata boliviano y también, en menor medida, monedas de otros países. “Fue el papel de la provincia de Buenos Aires –o moneda corriente- el que realmente impuso las prácticas monetarias, desalojando de la circulación a la plata y al oro.” 

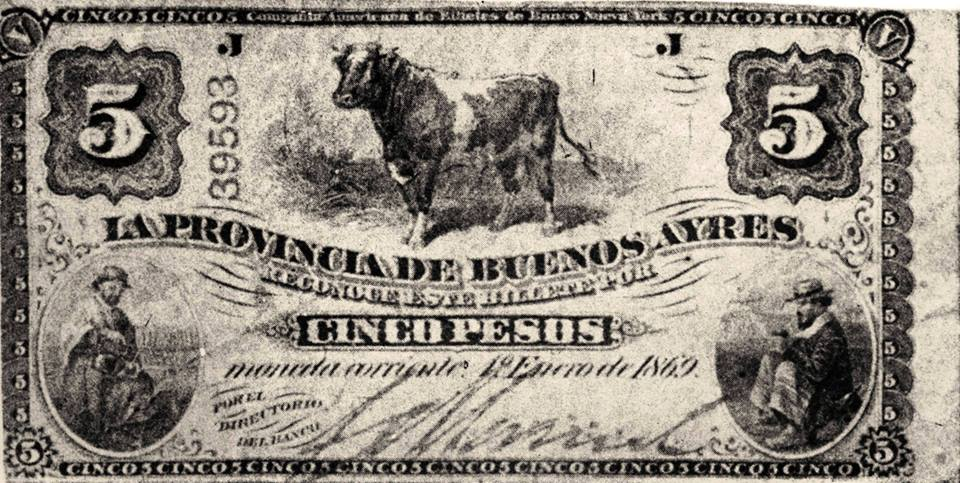
Billete de cinco pesos moneda corriente emitido en 1869.

El peso moneda corriente no fue el primer papel moneda emitido en Argentina pues el Banco de Buenos Aires ya había emitido papel moneda en 1822, pero era convertible en metálico. La inconvertibilidad decretada en enero de 1826 se debió a los problemas económicos originados por la Guerra del Brasil. Hubo una excepción: el período del 3 de enero de 1867 al 17 de mayo de 1876 en que fue convertible a razón de $m/c 25 = $F 1 en la Oficina de Cambios del Banco de la Provincia de Buenos Aires. La vuelta de la inconvertibilidad se debió a la corrida cambiaria originada por la crisis de los años 70. El peso moneda corriente dejó de ser convertible pero era de curso forzoso, si bien seguía cotizando en el mercado con respecto a la onza española de oro primero y al peso fuerte después.
El peso moneda corriente comenzó cotizando al mismo valor que el peso fuerte, pero se devaluó varias veces en el transcurso de su vida. La Guerra del Brasil fue la causa de la primera devaluación, que alcanzó su pico en octubre de 1827 con alrededor de $m/c 4 = 1 $F. Después de un período de relativa estabilidad, el bloqueo francés al Río de la Plata (1838-1840) y sus consecuencias fueron la causa de una nueva devaluación que llevó al peso fuerte hasta unos m/c 30. Después de un período de calma y valorización del peso moneda corriente, el bloqueo anglo-francés del Río de la Plata (1845-1850) causó nuevamente una desvalorización del peso papel. Sigue un período de pocas fluctuaciones y hasta de estabilización que permitió volver a la convertibilidad mencionada anteriormente (1867-1876), interrumpida por las consecuencias de la crisis de 1873. El peso fuerte pasó a cotizarse hasta m/c 33, para estabilizarse luego en derredor de los m/c 30 y a descender hasta los m/c 25 en 1881.
El peso moneda corriente fue reemplazado por el Peso Oro Sellado o peso oro a razón de $m/c 25 = o$s 1 a partir de noviembre de 1881, en ese entonces también igual al Peso Moneda Nacional. El artículo 13 de la ley 1.130 –que estableció el peso oro– mandaba que “Los Bancos de emisión que existen en la República deberán dentro de los dos años de sancionada esta Ley, renovar toda su emisión en billetes, a moneda nacional.” o sea retirar los pesos moneda corriente.